# رواق (معماری)

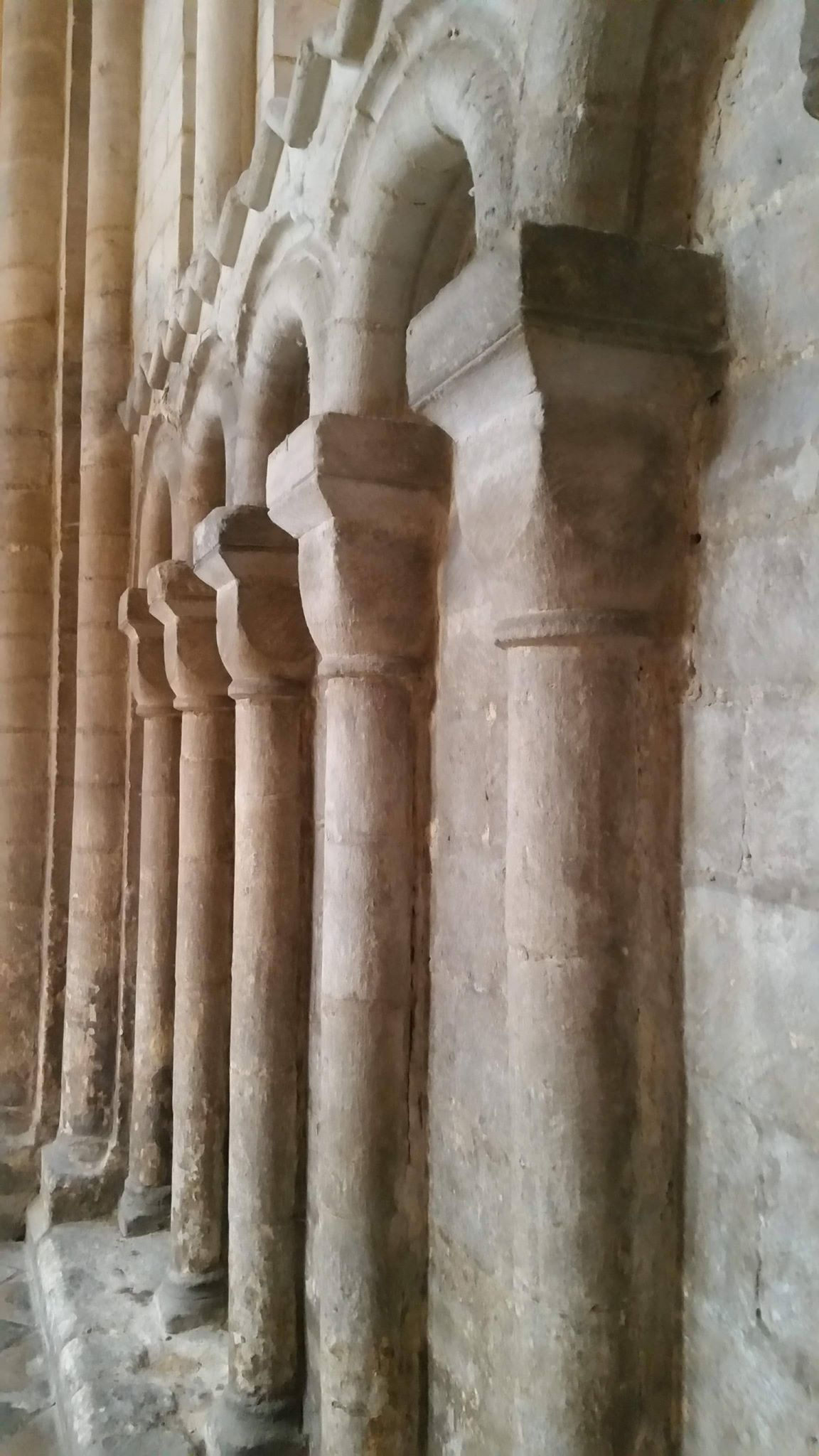
معماری رومی: طاق‌نمای کور، کلیسای جامع الی

در معماری رواق یا ایوان (به انگلیسی: Arcade)، یک توالی از طاق‌هایی مجاور یکدیگر است که هر طاق را ستونی یا ردیفی از ستون‌ها یا پایه‌ها پشتیبانی می‌کند. رواق‌های بیرونی به گونه‌ای طراحی شده‌اند که در مسیر عبور و مرور سرپناهی را برای عابران پیاده فراهم می‌کنند. مسیر پیاده‌روی ممکن است ردیف‌هایی از فروشگاه‌های کوچک و بزرگ باشد. در یک رواق ممکن است مسیر پیاده‌روی در هر دو طرف آن قوس‌هایی وجود داشته باشد. گزینهٔ دیگر، طاق‌نماهای کور بر روی یک دیوار مستحکم قرار می‌گیرند. طاق‌نمای کور از ویژگی‌های معماری رومانسک است که بر معماری گوتیک تأثیر گذار بوده‌است. در سنت معماری گوتیک، رواق را می‌توان در داخل محوطه، در پایین‌ترین قسمت دیوارهٔ شبستان، از تری‌فوریوم و شکاف در کلیسای جامع، یا در قسمت بیرونی، که معمولاً بخشی از آن هستند، پشتیبانی کرد. از راهروهایی که حیاط و ورودی‌های طاق قوسی را احاطه کرده‌اند.
بسیاری از رواق‌های قرون وسطایی، مغازه‌ها یا دکه‌ها را در فضای سربوشیده خود نگهداری جا می‌دادند یا آن‌ها در پشت دیوار اصلی قرار می‌گرفتند. از این رو، «آرکاید» بدون توجه به فرم معماری، به کلمه‌ای عمومی برای گروهی از فروشگاه‌های در یک ساختمان تبدیل شده‌است.